# 8744 Cilla
8744 Cilla (1998 FE59) là một tiểu hành tinh vành đai chính được phát hiện ngày 20 tháng 3 năm 1998 bởi LINEAR ở Socorro. Nó được đặt theo tên Priscilla Annette.